# 김재홍 (배우)
김재홍(1983년 2월 8일 ~ )은 대한민국의 배우이다.

## 출연작

### 영화
- 《짱》 (2018년) - 모텔사장 역
- 《붉은 가족》 (2013년) - 그림자 3 역
- 《뫼비우스》 (2013년) - 불량배 리더 역
- 《나는 아빠다》 (2011년) - 하우스 도박장 삐끼 역
- 《내 남자의 순이》 (2010년) - 샤워근육남 역
- 《대한민국 1%》 (2010년) - 김 상병 역

### 드라마
- 《우아한 친구들》 (2020년, JTBC)
- 《영주》 (2016년, SBS)
- 《실종느와르 M》 (2015년, OCN) - 경찰 역
- 《왜 나는 너를 사랑하는가》 (2015년, 웹드라마) - 장수원 역
- 《닥터 챔프》 (2010년, SBS)
- 《인생은 아름다워》 (2010년, SBS)
- 《추노》 (2010년, KBS2)